# Pochazia atkinsoni
Pochazia atkinsoni är en insektsart som beskrevs av William Lucas Distant 1906. Pochazia atkinsoni ingår i släktet Pochazia och familjen Ricaniidae. Inga underarter finns listade i Catalogue of Life.